# Pepeljevac (Kruševac)
Pepeljevac (em cirílico: Пепељевац) é uma vila da Sérvia localizada na cidade de Kruševac, pertencente ao distrito de Rasina, na região de Rasina. A sua população era de 2119 habitantes segundo o censo de 2011.

## Demografia
| 1948 | 1953 | 1961 | 1971 | 1981 | 1991 | 2002 | 2011 |
| ---- | ---- | ---- | ---- | ---- | ---- | ---- | ---- |
| 1724 | 1770 | 1911 | 1933 | 1975 | 2262 | 2101 | 2119 |